# بينايتاغلا
بلدية بني تغلب أو (نقحرة: بينايتاغلا) (بالإسبانية: Benitagla)‏, هي بلدية تقع في مقاطعة المرية. جنوب شرق إسبانيا. يبلغ عدد سكانها 65 نسمة.

## وصلات خارجية
- نسخة محفوظة 10 مارس 2007 على موقع واي باك مشين. (بالإسبانية)